# Allium sulphureum
Allium sulphureum är en amaryllisväxtart som beskrevs av Aleksei Ivanovich Vvedensky. Allium sulphureum ingår i släktet lökar, och familjen amaryllisväxter. Inga underarter finns listade i Catalogue of Life.